# Дезертето Тето Блуа (Кунео)
Дезертето Тето Блуа је насеље у Италији у округу Кунео, региону Пијемонт.
Према процени из 2011. у насељу је живело 6 становника. Насеље се налази на надморској висини од 1087 м.